# Laskerova léčka
|   | a | b | c | d | e | f | g | h |   |
| 8 | a8 černý věž · b8 černý jezdec · c8 černý střelec · d8 černý dáma · e8 černý král · g8 černý jezdec · h8 černý věž · a7 černý pěšec · b7 černý pěšec · c7 černý pěšec · f7 černý pěšec · g7 černý pěšec · h7 černý pěšec · e5 bílý pěšec · b4 černý střelec · c4 bílý pěšec · e3 černý pěšec · a2 bílý pěšec · b2 bílý pěšec · d2 bílý střelec · f2 bílý pěšec · g2 bílý pěšec · h2 bílý pěšec · a1 bílý věž · b1 bílý jezdec · d1 bílý dáma · e1 bílý král · f1 bílý střelec · g1 bílý jezdec · h1 bílý věž | a8 černý věž · b8 černý jezdec · c8 černý střelec · d8 černý dáma · e8 černý král · g8 černý jezdec · h8 černý věž · a7 černý pěšec · b7 černý pěšec · c7 černý pěšec · f7 černý pěšec · g7 černý pěšec · h7 černý pěšec · e5 bílý pěšec · b4 černý střelec · c4 bílý pěšec · e3 černý pěšec · a2 bílý pěšec · b2 bílý pěšec · d2 bílý střelec · f2 bílý pěšec · g2 bílý pěšec · h2 bílý pěšec · a1 bílý věž · b1 bílý jezdec · d1 bílý dáma · e1 bílý král · f1 bílý střelec · g1 bílý jezdec · h1 bílý věž | a8 černý věž · b8 černý jezdec · c8 černý střelec · d8 černý dáma · e8 černý král · g8 černý jezdec · h8 černý věž · a7 černý pěšec · b7 černý pěšec · c7 černý pěšec · f7 černý pěšec · g7 černý pěšec · h7 černý pěšec · e5 bílý pěšec · b4 černý střelec · c4 bílý pěšec · e3 černý pěšec · a2 bílý pěšec · b2 bílý pěšec · d2 bílý střelec · f2 bílý pěšec · g2 bílý pěšec · h2 bílý pěšec · a1 bílý věž · b1 bílý jezdec · d1 bílý dáma · e1 bílý král · f1 bílý střelec · g1 bílý jezdec · h1 bílý věž | a8 černý věž · b8 černý jezdec · c8 černý střelec · d8 černý dáma · e8 černý král · g8 černý jezdec · h8 černý věž · a7 černý pěšec · b7 černý pěšec · c7 černý pěšec · f7 černý pěšec · g7 černý pěšec · h7 černý pěšec · e5 bílý pěšec · b4 černý střelec · c4 bílý pěšec · e3 černý pěšec · a2 bílý pěšec · b2 bílý pěšec · d2 bílý střelec · f2 bílý pěšec · g2 bílý pěšec · h2 bílý pěšec · a1 bílý věž · b1 bílý jezdec · d1 bílý dáma · e1 bílý král · f1 bílý střelec · g1 bílý jezdec · h1 bílý věž | a8 černý věž · b8 černý jezdec · c8 černý střelec · d8 černý dáma · e8 černý král · g8 černý jezdec · h8 černý věž · a7 černý pěšec · b7 černý pěšec · c7 černý pěšec · f7 černý pěšec · g7 černý pěšec · h7 černý pěšec · e5 bílý pěšec · b4 černý střelec · c4 bílý pěšec · e3 černý pěšec · a2 bílý pěšec · b2 bílý pěšec · d2 bílý střelec · f2 bílý pěšec · g2 bílý pěšec · h2 bílý pěšec · a1 bílý věž · b1 bílý jezdec · d1 bílý dáma · e1 bílý král · f1 bílý střelec · g1 bílý jezdec · h1 bílý věž | a8 černý věž · b8 černý jezdec · c8 černý střelec · d8 černý dáma · e8 černý král · g8 černý jezdec · h8 černý věž · a7 černý pěšec · b7 černý pěšec · c7 černý pěšec · f7 černý pěšec · g7 černý pěšec · h7 černý pěšec · e5 bílý pěšec · b4 černý střelec · c4 bílý pěšec · e3 černý pěšec · a2 bílý pěšec · b2 bílý pěšec · d2 bílý střelec · f2 bílý pěšec · g2 bílý pěšec · h2 bílý pěšec · a1 bílý věž · b1 bílý jezdec · d1 bílý dáma · e1 bílý král · f1 bílý střelec · g1 bílý jezdec · h1 bílý věž | a8 černý věž · b8 černý jezdec · c8 černý střelec · d8 černý dáma · e8 černý král · g8 černý jezdec · h8 černý věž · a7 černý pěšec · b7 černý pěšec · c7 černý pěšec · f7 černý pěšec · g7 černý pěšec · h7 černý pěšec · e5 bílý pěšec · b4 černý střelec · c4 bílý pěšec · e3 černý pěšec · a2 bílý pěšec · b2 bílý pěšec · d2 bílý střelec · f2 bílý pěšec · g2 bílý pěšec · h2 bílý pěšec · a1 bílý věž · b1 bílý jezdec · d1 bílý dáma · e1 bílý král · f1 bílý střelec · g1 bílý jezdec · h1 bílý věž | a8 černý věž · b8 černý jezdec · c8 černý střelec · d8 černý dáma · e8 černý král · g8 černý jezdec · h8 černý věž · a7 černý pěšec · b7 černý pěšec · c7 černý pěšec · f7 černý pěšec · g7 černý pěšec · h7 černý pěšec · e5 bílý pěšec · b4 černý střelec · c4 bílý pěšec · e3 černý pěšec · a2 bílý pěšec · b2 bílý pěšec · d2 bílý střelec · f2 bílý pěšec · g2 bílý pěšec · h2 bílý pěšec · a1 bílý věž · b1 bílý jezdec · d1 bílý dáma · e1 bílý král · f1 bílý střelec · g1 bílý jezdec · h1 bílý věž | 8 |
| 7 | a8 černý věž · b8 černý jezdec · c8 černý střelec · d8 černý dáma · e8 černý král · g8 černý jezdec · h8 černý věž · a7 černý pěšec · b7 černý pěšec · c7 černý pěšec · f7 černý pěšec · g7 černý pěšec · h7 černý pěšec · e5 bílý pěšec · b4 černý střelec · c4 bílý pěšec · e3 černý pěšec · a2 bílý pěšec · b2 bílý pěšec · d2 bílý střelec · f2 bílý pěšec · g2 bílý pěšec · h2 bílý pěšec · a1 bílý věž · b1 bílý jezdec · d1 bílý dáma · e1 bílý král · f1 bílý střelec · g1 bílý jezdec · h1 bílý věž | a8 černý věž · b8 černý jezdec · c8 černý střelec · d8 černý dáma · e8 černý král · g8 černý jezdec · h8 černý věž · a7 černý pěšec · b7 černý pěšec · c7 černý pěšec · f7 černý pěšec · g7 černý pěšec · h7 černý pěšec · e5 bílý pěšec · b4 černý střelec · c4 bílý pěšec · e3 černý pěšec · a2 bílý pěšec · b2 bílý pěšec · d2 bílý střelec · f2 bílý pěšec · g2 bílý pěšec · h2 bílý pěšec · a1 bílý věž · b1 bílý jezdec · d1 bílý dáma · e1 bílý král · f1 bílý střelec · g1 bílý jezdec · h1 bílý věž | a8 černý věž · b8 černý jezdec · c8 černý střelec · d8 černý dáma · e8 černý král · g8 černý jezdec · h8 černý věž · a7 černý pěšec · b7 černý pěšec · c7 černý pěšec · f7 černý pěšec · g7 černý pěšec · h7 černý pěšec · e5 bílý pěšec · b4 černý střelec · c4 bílý pěšec · e3 černý pěšec · a2 bílý pěšec · b2 bílý pěšec · d2 bílý střelec · f2 bílý pěšec · g2 bílý pěšec · h2 bílý pěšec · a1 bílý věž · b1 bílý jezdec · d1 bílý dáma · e1 bílý král · f1 bílý střelec · g1 bílý jezdec · h1 bílý věž | a8 černý věž · b8 černý jezdec · c8 černý střelec · d8 černý dáma · e8 černý král · g8 černý jezdec · h8 černý věž · a7 černý pěšec · b7 černý pěšec · c7 černý pěšec · f7 černý pěšec · g7 černý pěšec · h7 černý pěšec · e5 bílý pěšec · b4 černý střelec · c4 bílý pěšec · e3 černý pěšec · a2 bílý pěšec · b2 bílý pěšec · d2 bílý střelec · f2 bílý pěšec · g2 bílý pěšec · h2 bílý pěšec · a1 bílý věž · b1 bílý jezdec · d1 bílý dáma · e1 bílý král · f1 bílý střelec · g1 bílý jezdec · h1 bílý věž | a8 černý věž · b8 černý jezdec · c8 černý střelec · d8 černý dáma · e8 černý král · g8 černý jezdec · h8 černý věž · a7 černý pěšec · b7 černý pěšec · c7 černý pěšec · f7 černý pěšec · g7 černý pěšec · h7 černý pěšec · e5 bílý pěšec · b4 černý střelec · c4 bílý pěšec · e3 černý pěšec · a2 bílý pěšec · b2 bílý pěšec · d2 bílý střelec · f2 bílý pěšec · g2 bílý pěšec · h2 bílý pěšec · a1 bílý věž · b1 bílý jezdec · d1 bílý dáma · e1 bílý král · f1 bílý střelec · g1 bílý jezdec · h1 bílý věž | a8 černý věž · b8 černý jezdec · c8 černý střelec · d8 černý dáma · e8 černý král · g8 černý jezdec · h8 černý věž · a7 černý pěšec · b7 černý pěšec · c7 černý pěšec · f7 černý pěšec · g7 černý pěšec · h7 černý pěšec · e5 bílý pěšec · b4 černý střelec · c4 bílý pěšec · e3 černý pěšec · a2 bílý pěšec · b2 bílý pěšec · d2 bílý střelec · f2 bílý pěšec · g2 bílý pěšec · h2 bílý pěšec · a1 bílý věž · b1 bílý jezdec · d1 bílý dáma · e1 bílý král · f1 bílý střelec · g1 bílý jezdec · h1 bílý věž | a8 černý věž · b8 černý jezdec · c8 černý střelec · d8 černý dáma · e8 černý král · g8 černý jezdec · h8 černý věž · a7 černý pěšec · b7 černý pěšec · c7 černý pěšec · f7 černý pěšec · g7 černý pěšec · h7 černý pěšec · e5 bílý pěšec · b4 černý střelec · c4 bílý pěšec · e3 černý pěšec · a2 bílý pěšec · b2 bílý pěšec · d2 bílý střelec · f2 bílý pěšec · g2 bílý pěšec · h2 bílý pěšec · a1 bílý věž · b1 bílý jezdec · d1 bílý dáma · e1 bílý král · f1 bílý střelec · g1 bílý jezdec · h1 bílý věž | a8 černý věž · b8 černý jezdec · c8 černý střelec · d8 černý dáma · e8 černý král · g8 černý jezdec · h8 černý věž · a7 černý pěšec · b7 černý pěšec · c7 černý pěšec · f7 černý pěšec · g7 černý pěšec · h7 černý pěšec · e5 bílý pěšec · b4 černý střelec · c4 bílý pěšec · e3 černý pěšec · a2 bílý pěšec · b2 bílý pěšec · d2 bílý střelec · f2 bílý pěšec · g2 bílý pěšec · h2 bílý pěšec · a1 bílý věž · b1 bílý jezdec · d1 bílý dáma · e1 bílý král · f1 bílý střelec · g1 bílý jezdec · h1 bílý věž | 7 |
| 6 | a8 černý věž · b8 černý jezdec · c8 černý střelec · d8 černý dáma · e8 černý král · g8 černý jezdec · h8 černý věž · a7 černý pěšec · b7 černý pěšec · c7 černý pěšec · f7 černý pěšec · g7 černý pěšec · h7 černý pěšec · e5 bílý pěšec · b4 černý střelec · c4 bílý pěšec · e3 černý pěšec · a2 bílý pěšec · b2 bílý pěšec · d2 bílý střelec · f2 bílý pěšec · g2 bílý pěšec · h2 bílý pěšec · a1 bílý věž · b1 bílý jezdec · d1 bílý dáma · e1 bílý král · f1 bílý střelec · g1 bílý jezdec · h1 bílý věž | a8 černý věž · b8 černý jezdec · c8 černý střelec · d8 černý dáma · e8 černý král · g8 černý jezdec · h8 černý věž · a7 černý pěšec · b7 černý pěšec · c7 černý pěšec · f7 černý pěšec · g7 černý pěšec · h7 černý pěšec · e5 bílý pěšec · b4 černý střelec · c4 bílý pěšec · e3 černý pěšec · a2 bílý pěšec · b2 bílý pěšec · d2 bílý střelec · f2 bílý pěšec · g2 bílý pěšec · h2 bílý pěšec · a1 bílý věž · b1 bílý jezdec · d1 bílý dáma · e1 bílý král · f1 bílý střelec · g1 bílý jezdec · h1 bílý věž | a8 černý věž · b8 černý jezdec · c8 černý střelec · d8 černý dáma · e8 černý král · g8 černý jezdec · h8 černý věž · a7 černý pěšec · b7 černý pěšec · c7 černý pěšec · f7 černý pěšec · g7 černý pěšec · h7 černý pěšec · e5 bílý pěšec · b4 černý střelec · c4 bílý pěšec · e3 černý pěšec · a2 bílý pěšec · b2 bílý pěšec · d2 bílý střelec · f2 bílý pěšec · g2 bílý pěšec · h2 bílý pěšec · a1 bílý věž · b1 bílý jezdec · d1 bílý dáma · e1 bílý král · f1 bílý střelec · g1 bílý jezdec · h1 bílý věž | a8 černý věž · b8 černý jezdec · c8 černý střelec · d8 černý dáma · e8 černý král · g8 černý jezdec · h8 černý věž · a7 černý pěšec · b7 černý pěšec · c7 černý pěšec · f7 černý pěšec · g7 černý pěšec · h7 černý pěšec · e5 bílý pěšec · b4 černý střelec · c4 bílý pěšec · e3 černý pěšec · a2 bílý pěšec · b2 bílý pěšec · d2 bílý střelec · f2 bílý pěšec · g2 bílý pěšec · h2 bílý pěšec · a1 bílý věž · b1 bílý jezdec · d1 bílý dáma · e1 bílý král · f1 bílý střelec · g1 bílý jezdec · h1 bílý věž | a8 černý věž · b8 černý jezdec · c8 černý střelec · d8 černý dáma · e8 černý král · g8 černý jezdec · h8 černý věž · a7 černý pěšec · b7 černý pěšec · c7 černý pěšec · f7 černý pěšec · g7 černý pěšec · h7 černý pěšec · e5 bílý pěšec · b4 černý střelec · c4 bílý pěšec · e3 černý pěšec · a2 bílý pěšec · b2 bílý pěšec · d2 bílý střelec · f2 bílý pěšec · g2 bílý pěšec · h2 bílý pěšec · a1 bílý věž · b1 bílý jezdec · d1 bílý dáma · e1 bílý král · f1 bílý střelec · g1 bílý jezdec · h1 bílý věž | a8 černý věž · b8 černý jezdec · c8 černý střelec · d8 černý dáma · e8 černý král · g8 černý jezdec · h8 černý věž · a7 černý pěšec · b7 černý pěšec · c7 černý pěšec · f7 černý pěšec · g7 černý pěšec · h7 černý pěšec · e5 bílý pěšec · b4 černý střelec · c4 bílý pěšec · e3 černý pěšec · a2 bílý pěšec · b2 bílý pěšec · d2 bílý střelec · f2 bílý pěšec · g2 bílý pěšec · h2 bílý pěšec · a1 bílý věž · b1 bílý jezdec · d1 bílý dáma · e1 bílý král · f1 bílý střelec · g1 bílý jezdec · h1 bílý věž | a8 černý věž · b8 černý jezdec · c8 černý střelec · d8 černý dáma · e8 černý král · g8 černý jezdec · h8 černý věž · a7 černý pěšec · b7 černý pěšec · c7 černý pěšec · f7 černý pěšec · g7 černý pěšec · h7 černý pěšec · e5 bílý pěšec · b4 černý střelec · c4 bílý pěšec · e3 černý pěšec · a2 bílý pěšec · b2 bílý pěšec · d2 bílý střelec · f2 bílý pěšec · g2 bílý pěšec · h2 bílý pěšec · a1 bílý věž · b1 bílý jezdec · d1 bílý dáma · e1 bílý král · f1 bílý střelec · g1 bílý jezdec · h1 bílý věž | a8 černý věž · b8 černý jezdec · c8 černý střelec · d8 černý dáma · e8 černý král · g8 černý jezdec · h8 černý věž · a7 černý pěšec · b7 černý pěšec · c7 černý pěšec · f7 černý pěšec · g7 černý pěšec · h7 černý pěšec · e5 bílý pěšec · b4 černý střelec · c4 bílý pěšec · e3 černý pěšec · a2 bílý pěšec · b2 bílý pěšec · d2 bílý střelec · f2 bílý pěšec · g2 bílý pěšec · h2 bílý pěšec · a1 bílý věž · b1 bílý jezdec · d1 bílý dáma · e1 bílý král · f1 bílý střelec · g1 bílý jezdec · h1 bílý věž | 6 |
| 5 | a8 černý věž · b8 černý jezdec · c8 černý střelec · d8 černý dáma · e8 černý král · g8 černý jezdec · h8 černý věž · a7 černý pěšec · b7 černý pěšec · c7 černý pěšec · f7 černý pěšec · g7 černý pěšec · h7 černý pěšec · e5 bílý pěšec · b4 černý střelec · c4 bílý pěšec · e3 černý pěšec · a2 bílý pěšec · b2 bílý pěšec · d2 bílý střelec · f2 bílý pěšec · g2 bílý pěšec · h2 bílý pěšec · a1 bílý věž · b1 bílý jezdec · d1 bílý dáma · e1 bílý král · f1 bílý střelec · g1 bílý jezdec · h1 bílý věž | a8 černý věž · b8 černý jezdec · c8 černý střelec · d8 černý dáma · e8 černý král · g8 černý jezdec · h8 černý věž · a7 černý pěšec · b7 černý pěšec · c7 černý pěšec · f7 černý pěšec · g7 černý pěšec · h7 černý pěšec · e5 bílý pěšec · b4 černý střelec · c4 bílý pěšec · e3 černý pěšec · a2 bílý pěšec · b2 bílý pěšec · d2 bílý střelec · f2 bílý pěšec · g2 bílý pěšec · h2 bílý pěšec · a1 bílý věž · b1 bílý jezdec · d1 bílý dáma · e1 bílý král · f1 bílý střelec · g1 bílý jezdec · h1 bílý věž | a8 černý věž · b8 černý jezdec · c8 černý střelec · d8 černý dáma · e8 černý král · g8 černý jezdec · h8 černý věž · a7 černý pěšec · b7 černý pěšec · c7 černý pěšec · f7 černý pěšec · g7 černý pěšec · h7 černý pěšec · e5 bílý pěšec · b4 černý střelec · c4 bílý pěšec · e3 černý pěšec · a2 bílý pěšec · b2 bílý pěšec · d2 bílý střelec · f2 bílý pěšec · g2 bílý pěšec · h2 bílý pěšec · a1 bílý věž · b1 bílý jezdec · d1 bílý dáma · e1 bílý král · f1 bílý střelec · g1 bílý jezdec · h1 bílý věž | a8 černý věž · b8 černý jezdec · c8 černý střelec · d8 černý dáma · e8 černý král · g8 černý jezdec · h8 černý věž · a7 černý pěšec · b7 černý pěšec · c7 černý pěšec · f7 černý pěšec · g7 černý pěšec · h7 černý pěšec · e5 bílý pěšec · b4 černý střelec · c4 bílý pěšec · e3 černý pěšec · a2 bílý pěšec · b2 bílý pěšec · d2 bílý střelec · f2 bílý pěšec · g2 bílý pěšec · h2 bílý pěšec · a1 bílý věž · b1 bílý jezdec · d1 bílý dáma · e1 bílý král · f1 bílý střelec · g1 bílý jezdec · h1 bílý věž | a8 černý věž · b8 černý jezdec · c8 černý střelec · d8 černý dáma · e8 černý král · g8 černý jezdec · h8 černý věž · a7 černý pěšec · b7 černý pěšec · c7 černý pěšec · f7 černý pěšec · g7 černý pěšec · h7 černý pěšec · e5 bílý pěšec · b4 černý střelec · c4 bílý pěšec · e3 černý pěšec · a2 bílý pěšec · b2 bílý pěšec · d2 bílý střelec · f2 bílý pěšec · g2 bílý pěšec · h2 bílý pěšec · a1 bílý věž · b1 bílý jezdec · d1 bílý dáma · e1 bílý král · f1 bílý střelec · g1 bílý jezdec · h1 bílý věž | a8 černý věž · b8 černý jezdec · c8 černý střelec · d8 černý dáma · e8 černý král · g8 černý jezdec · h8 černý věž · a7 černý pěšec · b7 černý pěšec · c7 černý pěšec · f7 černý pěšec · g7 černý pěšec · h7 černý pěšec · e5 bílý pěšec · b4 černý střelec · c4 bílý pěšec · e3 černý pěšec · a2 bílý pěšec · b2 bílý pěšec · d2 bílý střelec · f2 bílý pěšec · g2 bílý pěšec · h2 bílý pěšec · a1 bílý věž · b1 bílý jezdec · d1 bílý dáma · e1 bílý král · f1 bílý střelec · g1 bílý jezdec · h1 bílý věž | a8 černý věž · b8 černý jezdec · c8 černý střelec · d8 černý dáma · e8 černý král · g8 černý jezdec · h8 černý věž · a7 černý pěšec · b7 černý pěšec · c7 černý pěšec · f7 černý pěšec · g7 černý pěšec · h7 černý pěšec · e5 bílý pěšec · b4 černý střelec · c4 bílý pěšec · e3 černý pěšec · a2 bílý pěšec · b2 bílý pěšec · d2 bílý střelec · f2 bílý pěšec · g2 bílý pěšec · h2 bílý pěšec · a1 bílý věž · b1 bílý jezdec · d1 bílý dáma · e1 bílý král · f1 bílý střelec · g1 bílý jezdec · h1 bílý věž | a8 černý věž · b8 černý jezdec · c8 černý střelec · d8 černý dáma · e8 černý král · g8 černý jezdec · h8 černý věž · a7 černý pěšec · b7 černý pěšec · c7 černý pěšec · f7 černý pěšec · g7 černý pěšec · h7 černý pěšec · e5 bílý pěšec · b4 černý střelec · c4 bílý pěšec · e3 černý pěšec · a2 bílý pěšec · b2 bílý pěšec · d2 bílý střelec · f2 bílý pěšec · g2 bílý pěšec · h2 bílý pěšec · a1 bílý věž · b1 bílý jezdec · d1 bílý dáma · e1 bílý král · f1 bílý střelec · g1 bílý jezdec · h1 bílý věž | 5 |
| 4 | a8 černý věž · b8 černý jezdec · c8 černý střelec · d8 černý dáma · e8 černý král · g8 černý jezdec · h8 černý věž · a7 černý pěšec · b7 černý pěšec · c7 černý pěšec · f7 černý pěšec · g7 černý pěšec · h7 černý pěšec · e5 bílý pěšec · b4 černý střelec · c4 bílý pěšec · e3 černý pěšec · a2 bílý pěšec · b2 bílý pěšec · d2 bílý střelec · f2 bílý pěšec · g2 bílý pěšec · h2 bílý pěšec · a1 bílý věž · b1 bílý jezdec · d1 bílý dáma · e1 bílý král · f1 bílý střelec · g1 bílý jezdec · h1 bílý věž | a8 černý věž · b8 černý jezdec · c8 černý střelec · d8 černý dáma · e8 černý král · g8 černý jezdec · h8 černý věž · a7 černý pěšec · b7 černý pěšec · c7 černý pěšec · f7 černý pěšec · g7 černý pěšec · h7 černý pěšec · e5 bílý pěšec · b4 černý střelec · c4 bílý pěšec · e3 černý pěšec · a2 bílý pěšec · b2 bílý pěšec · d2 bílý střelec · f2 bílý pěšec · g2 bílý pěšec · h2 bílý pěšec · a1 bílý věž · b1 bílý jezdec · d1 bílý dáma · e1 bílý král · f1 bílý střelec · g1 bílý jezdec · h1 bílý věž | a8 černý věž · b8 černý jezdec · c8 černý střelec · d8 černý dáma · e8 černý král · g8 černý jezdec · h8 černý věž · a7 černý pěšec · b7 černý pěšec · c7 černý pěšec · f7 černý pěšec · g7 černý pěšec · h7 černý pěšec · e5 bílý pěšec · b4 černý střelec · c4 bílý pěšec · e3 černý pěšec · a2 bílý pěšec · b2 bílý pěšec · d2 bílý střelec · f2 bílý pěšec · g2 bílý pěšec · h2 bílý pěšec · a1 bílý věž · b1 bílý jezdec · d1 bílý dáma · e1 bílý král · f1 bílý střelec · g1 bílý jezdec · h1 bílý věž | a8 černý věž · b8 černý jezdec · c8 černý střelec · d8 černý dáma · e8 černý král · g8 černý jezdec · h8 černý věž · a7 černý pěšec · b7 černý pěšec · c7 černý pěšec · f7 černý pěšec · g7 černý pěšec · h7 černý pěšec · e5 bílý pěšec · b4 černý střelec · c4 bílý pěšec · e3 černý pěšec · a2 bílý pěšec · b2 bílý pěšec · d2 bílý střelec · f2 bílý pěšec · g2 bílý pěšec · h2 bílý pěšec · a1 bílý věž · b1 bílý jezdec · d1 bílý dáma · e1 bílý král · f1 bílý střelec · g1 bílý jezdec · h1 bílý věž | a8 černý věž · b8 černý jezdec · c8 černý střelec · d8 černý dáma · e8 černý král · g8 černý jezdec · h8 černý věž · a7 černý pěšec · b7 černý pěšec · c7 černý pěšec · f7 černý pěšec · g7 černý pěšec · h7 černý pěšec · e5 bílý pěšec · b4 černý střelec · c4 bílý pěšec · e3 černý pěšec · a2 bílý pěšec · b2 bílý pěšec · d2 bílý střelec · f2 bílý pěšec · g2 bílý pěšec · h2 bílý pěšec · a1 bílý věž · b1 bílý jezdec · d1 bílý dáma · e1 bílý král · f1 bílý střelec · g1 bílý jezdec · h1 bílý věž | a8 černý věž · b8 černý jezdec · c8 černý střelec · d8 černý dáma · e8 černý král · g8 černý jezdec · h8 černý věž · a7 černý pěšec · b7 černý pěšec · c7 černý pěšec · f7 černý pěšec · g7 černý pěšec · h7 černý pěšec · e5 bílý pěšec · b4 černý střelec · c4 bílý pěšec · e3 černý pěšec · a2 bílý pěšec · b2 bílý pěšec · d2 bílý střelec · f2 bílý pěšec · g2 bílý pěšec · h2 bílý pěšec · a1 bílý věž · b1 bílý jezdec · d1 bílý dáma · e1 bílý král · f1 bílý střelec · g1 bílý jezdec · h1 bílý věž | a8 černý věž · b8 černý jezdec · c8 černý střelec · d8 černý dáma · e8 černý král · g8 černý jezdec · h8 černý věž · a7 černý pěšec · b7 černý pěšec · c7 černý pěšec · f7 černý pěšec · g7 černý pěšec · h7 černý pěšec · e5 bílý pěšec · b4 černý střelec · c4 bílý pěšec · e3 černý pěšec · a2 bílý pěšec · b2 bílý pěšec · d2 bílý střelec · f2 bílý pěšec · g2 bílý pěšec · h2 bílý pěšec · a1 bílý věž · b1 bílý jezdec · d1 bílý dáma · e1 bílý král · f1 bílý střelec · g1 bílý jezdec · h1 bílý věž | a8 černý věž · b8 černý jezdec · c8 černý střelec · d8 černý dáma · e8 černý král · g8 černý jezdec · h8 černý věž · a7 černý pěšec · b7 černý pěšec · c7 černý pěšec · f7 černý pěšec · g7 černý pěšec · h7 černý pěšec · e5 bílý pěšec · b4 černý střelec · c4 bílý pěšec · e3 černý pěšec · a2 bílý pěšec · b2 bílý pěšec · d2 bílý střelec · f2 bílý pěšec · g2 bílý pěšec · h2 bílý pěšec · a1 bílý věž · b1 bílý jezdec · d1 bílý dáma · e1 bílý král · f1 bílý střelec · g1 bílý jezdec · h1 bílý věž | 4 |
| 3 | a8 černý věž · b8 černý jezdec · c8 černý střelec · d8 černý dáma · e8 černý král · g8 černý jezdec · h8 černý věž · a7 černý pěšec · b7 černý pěšec · c7 černý pěšec · f7 černý pěšec · g7 černý pěšec · h7 černý pěšec · e5 bílý pěšec · b4 černý střelec · c4 bílý pěšec · e3 černý pěšec · a2 bílý pěšec · b2 bílý pěšec · d2 bílý střelec · f2 bílý pěšec · g2 bílý pěšec · h2 bílý pěšec · a1 bílý věž · b1 bílý jezdec · d1 bílý dáma · e1 bílý král · f1 bílý střelec · g1 bílý jezdec · h1 bílý věž | a8 černý věž · b8 černý jezdec · c8 černý střelec · d8 černý dáma · e8 černý král · g8 černý jezdec · h8 černý věž · a7 černý pěšec · b7 černý pěšec · c7 černý pěšec · f7 černý pěšec · g7 černý pěšec · h7 černý pěšec · e5 bílý pěšec · b4 černý střelec · c4 bílý pěšec · e3 černý pěšec · a2 bílý pěšec · b2 bílý pěšec · d2 bílý střelec · f2 bílý pěšec · g2 bílý pěšec · h2 bílý pěšec · a1 bílý věž · b1 bílý jezdec · d1 bílý dáma · e1 bílý král · f1 bílý střelec · g1 bílý jezdec · h1 bílý věž | a8 černý věž · b8 černý jezdec · c8 černý střelec · d8 černý dáma · e8 černý král · g8 černý jezdec · h8 černý věž · a7 černý pěšec · b7 černý pěšec · c7 černý pěšec · f7 černý pěšec · g7 černý pěšec · h7 černý pěšec · e5 bílý pěšec · b4 černý střelec · c4 bílý pěšec · e3 černý pěšec · a2 bílý pěšec · b2 bílý pěšec · d2 bílý střelec · f2 bílý pěšec · g2 bílý pěšec · h2 bílý pěšec · a1 bílý věž · b1 bílý jezdec · d1 bílý dáma · e1 bílý král · f1 bílý střelec · g1 bílý jezdec · h1 bílý věž | a8 černý věž · b8 černý jezdec · c8 černý střelec · d8 černý dáma · e8 černý král · g8 černý jezdec · h8 černý věž · a7 černý pěšec · b7 černý pěšec · c7 černý pěšec · f7 černý pěšec · g7 černý pěšec · h7 černý pěšec · e5 bílý pěšec · b4 černý střelec · c4 bílý pěšec · e3 černý pěšec · a2 bílý pěšec · b2 bílý pěšec · d2 bílý střelec · f2 bílý pěšec · g2 bílý pěšec · h2 bílý pěšec · a1 bílý věž · b1 bílý jezdec · d1 bílý dáma · e1 bílý král · f1 bílý střelec · g1 bílý jezdec · h1 bílý věž | a8 černý věž · b8 černý jezdec · c8 černý střelec · d8 černý dáma · e8 černý král · g8 černý jezdec · h8 černý věž · a7 černý pěšec · b7 černý pěšec · c7 černý pěšec · f7 černý pěšec · g7 černý pěšec · h7 černý pěšec · e5 bílý pěšec · b4 černý střelec · c4 bílý pěšec · e3 černý pěšec · a2 bílý pěšec · b2 bílý pěšec · d2 bílý střelec · f2 bílý pěšec · g2 bílý pěšec · h2 bílý pěšec · a1 bílý věž · b1 bílý jezdec · d1 bílý dáma · e1 bílý král · f1 bílý střelec · g1 bílý jezdec · h1 bílý věž | a8 černý věž · b8 černý jezdec · c8 černý střelec · d8 černý dáma · e8 černý král · g8 černý jezdec · h8 černý věž · a7 černý pěšec · b7 černý pěšec · c7 černý pěšec · f7 černý pěšec · g7 černý pěšec · h7 černý pěšec · e5 bílý pěšec · b4 černý střelec · c4 bílý pěšec · e3 černý pěšec · a2 bílý pěšec · b2 bílý pěšec · d2 bílý střelec · f2 bílý pěšec · g2 bílý pěšec · h2 bílý pěšec · a1 bílý věž · b1 bílý jezdec · d1 bílý dáma · e1 bílý král · f1 bílý střelec · g1 bílý jezdec · h1 bílý věž | a8 černý věž · b8 černý jezdec · c8 černý střelec · d8 černý dáma · e8 černý král · g8 černý jezdec · h8 černý věž · a7 černý pěšec · b7 černý pěšec · c7 černý pěšec · f7 černý pěšec · g7 černý pěšec · h7 černý pěšec · e5 bílý pěšec · b4 černý střelec · c4 bílý pěšec · e3 černý pěšec · a2 bílý pěšec · b2 bílý pěšec · d2 bílý střelec · f2 bílý pěšec · g2 bílý pěšec · h2 bílý pěšec · a1 bílý věž · b1 bílý jezdec · d1 bílý dáma · e1 bílý král · f1 bílý střelec · g1 bílý jezdec · h1 bílý věž | a8 černý věž · b8 černý jezdec · c8 černý střelec · d8 černý dáma · e8 černý král · g8 černý jezdec · h8 černý věž · a7 černý pěšec · b7 černý pěšec · c7 černý pěšec · f7 černý pěšec · g7 černý pěšec · h7 černý pěšec · e5 bílý pěšec · b4 černý střelec · c4 bílý pěšec · e3 černý pěšec · a2 bílý pěšec · b2 bílý pěšec · d2 bílý střelec · f2 bílý pěšec · g2 bílý pěšec · h2 bílý pěšec · a1 bílý věž · b1 bílý jezdec · d1 bílý dáma · e1 bílý král · f1 bílý střelec · g1 bílý jezdec · h1 bílý věž | 3 |
| 2 | a8 černý věž · b8 černý jezdec · c8 černý střelec · d8 černý dáma · e8 černý král · g8 černý jezdec · h8 černý věž · a7 černý pěšec · b7 černý pěšec · c7 černý pěšec · f7 černý pěšec · g7 černý pěšec · h7 černý pěšec · e5 bílý pěšec · b4 černý střelec · c4 bílý pěšec · e3 černý pěšec · a2 bílý pěšec · b2 bílý pěšec · d2 bílý střelec · f2 bílý pěšec · g2 bílý pěšec · h2 bílý pěšec · a1 bílý věž · b1 bílý jezdec · d1 bílý dáma · e1 bílý král · f1 bílý střelec · g1 bílý jezdec · h1 bílý věž | a8 černý věž · b8 černý jezdec · c8 černý střelec · d8 černý dáma · e8 černý král · g8 černý jezdec · h8 černý věž · a7 černý pěšec · b7 černý pěšec · c7 černý pěšec · f7 černý pěšec · g7 černý pěšec · h7 černý pěšec · e5 bílý pěšec · b4 černý střelec · c4 bílý pěšec · e3 černý pěšec · a2 bílý pěšec · b2 bílý pěšec · d2 bílý střelec · f2 bílý pěšec · g2 bílý pěšec · h2 bílý pěšec · a1 bílý věž · b1 bílý jezdec · d1 bílý dáma · e1 bílý král · f1 bílý střelec · g1 bílý jezdec · h1 bílý věž | a8 černý věž · b8 černý jezdec · c8 černý střelec · d8 černý dáma · e8 černý král · g8 černý jezdec · h8 černý věž · a7 černý pěšec · b7 černý pěšec · c7 černý pěšec · f7 černý pěšec · g7 černý pěšec · h7 černý pěšec · e5 bílý pěšec · b4 černý střelec · c4 bílý pěšec · e3 černý pěšec · a2 bílý pěšec · b2 bílý pěšec · d2 bílý střelec · f2 bílý pěšec · g2 bílý pěšec · h2 bílý pěšec · a1 bílý věž · b1 bílý jezdec · d1 bílý dáma · e1 bílý král · f1 bílý střelec · g1 bílý jezdec · h1 bílý věž | a8 černý věž · b8 černý jezdec · c8 černý střelec · d8 černý dáma · e8 černý král · g8 černý jezdec · h8 černý věž · a7 černý pěšec · b7 černý pěšec · c7 černý pěšec · f7 černý pěšec · g7 černý pěšec · h7 černý pěšec · e5 bílý pěšec · b4 černý střelec · c4 bílý pěšec · e3 černý pěšec · a2 bílý pěšec · b2 bílý pěšec · d2 bílý střelec · f2 bílý pěšec · g2 bílý pěšec · h2 bílý pěšec · a1 bílý věž · b1 bílý jezdec · d1 bílý dáma · e1 bílý král · f1 bílý střelec · g1 bílý jezdec · h1 bílý věž | a8 černý věž · b8 černý jezdec · c8 černý střelec · d8 černý dáma · e8 černý král · g8 černý jezdec · h8 černý věž · a7 černý pěšec · b7 černý pěšec · c7 černý pěšec · f7 černý pěšec · g7 černý pěšec · h7 černý pěšec · e5 bílý pěšec · b4 černý střelec · c4 bílý pěšec · e3 černý pěšec · a2 bílý pěšec · b2 bílý pěšec · d2 bílý střelec · f2 bílý pěšec · g2 bílý pěšec · h2 bílý pěšec · a1 bílý věž · b1 bílý jezdec · d1 bílý dáma · e1 bílý král · f1 bílý střelec · g1 bílý jezdec · h1 bílý věž | a8 černý věž · b8 černý jezdec · c8 černý střelec · d8 černý dáma · e8 černý král · g8 černý jezdec · h8 černý věž · a7 černý pěšec · b7 černý pěšec · c7 černý pěšec · f7 černý pěšec · g7 černý pěšec · h7 černý pěšec · e5 bílý pěšec · b4 černý střelec · c4 bílý pěšec · e3 černý pěšec · a2 bílý pěšec · b2 bílý pěšec · d2 bílý střelec · f2 bílý pěšec · g2 bílý pěšec · h2 bílý pěšec · a1 bílý věž · b1 bílý jezdec · d1 bílý dáma · e1 bílý král · f1 bílý střelec · g1 bílý jezdec · h1 bílý věž | a8 černý věž · b8 černý jezdec · c8 černý střelec · d8 černý dáma · e8 černý král · g8 černý jezdec · h8 černý věž · a7 černý pěšec · b7 černý pěšec · c7 černý pěšec · f7 černý pěšec · g7 černý pěšec · h7 černý pěšec · e5 bílý pěšec · b4 černý střelec · c4 bílý pěšec · e3 černý pěšec · a2 bílý pěšec · b2 bílý pěšec · d2 bílý střelec · f2 bílý pěšec · g2 bílý pěšec · h2 bílý pěšec · a1 bílý věž · b1 bílý jezdec · d1 bílý dáma · e1 bílý král · f1 bílý střelec · g1 bílý jezdec · h1 bílý věž | a8 černý věž · b8 černý jezdec · c8 černý střelec · d8 černý dáma · e8 černý král · g8 černý jezdec · h8 černý věž · a7 černý pěšec · b7 černý pěšec · c7 černý pěšec · f7 černý pěšec · g7 černý pěšec · h7 černý pěšec · e5 bílý pěšec · b4 černý střelec · c4 bílý pěšec · e3 černý pěšec · a2 bílý pěšec · b2 bílý pěšec · d2 bílý střelec · f2 bílý pěšec · g2 bílý pěšec · h2 bílý pěšec · a1 bílý věž · b1 bílý jezdec · d1 bílý dáma · e1 bílý král · f1 bílý střelec · g1 bílý jezdec · h1 bílý věž | 2 |
| 1 | a8 černý věž · b8 černý jezdec · c8 černý střelec · d8 černý dáma · e8 černý král · g8 černý jezdec · h8 černý věž · a7 černý pěšec · b7 černý pěšec · c7 černý pěšec · f7 černý pěšec · g7 černý pěšec · h7 černý pěšec · e5 bílý pěšec · b4 černý střelec · c4 bílý pěšec · e3 černý pěšec · a2 bílý pěšec · b2 bílý pěšec · d2 bílý střelec · f2 bílý pěšec · g2 bílý pěšec · h2 bílý pěšec · a1 bílý věž · b1 bílý jezdec · d1 bílý dáma · e1 bílý král · f1 bílý střelec · g1 bílý jezdec · h1 bílý věž | a8 černý věž · b8 černý jezdec · c8 černý střelec · d8 černý dáma · e8 černý král · g8 černý jezdec · h8 černý věž · a7 černý pěšec · b7 černý pěšec · c7 černý pěšec · f7 černý pěšec · g7 černý pěšec · h7 černý pěšec · e5 bílý pěšec · b4 černý střelec · c4 bílý pěšec · e3 černý pěšec · a2 bílý pěšec · b2 bílý pěšec · d2 bílý střelec · f2 bílý pěšec · g2 bílý pěšec · h2 bílý pěšec · a1 bílý věž · b1 bílý jezdec · d1 bílý dáma · e1 bílý král · f1 bílý střelec · g1 bílý jezdec · h1 bílý věž | a8 černý věž · b8 černý jezdec · c8 černý střelec · d8 černý dáma · e8 černý král · g8 černý jezdec · h8 černý věž · a7 černý pěšec · b7 černý pěšec · c7 černý pěšec · f7 černý pěšec · g7 černý pěšec · h7 černý pěšec · e5 bílý pěšec · b4 černý střelec · c4 bílý pěšec · e3 černý pěšec · a2 bílý pěšec · b2 bílý pěšec · d2 bílý střelec · f2 bílý pěšec · g2 bílý pěšec · h2 bílý pěšec · a1 bílý věž · b1 bílý jezdec · d1 bílý dáma · e1 bílý král · f1 bílý střelec · g1 bílý jezdec · h1 bílý věž | a8 černý věž · b8 černý jezdec · c8 černý střelec · d8 černý dáma · e8 černý král · g8 černý jezdec · h8 černý věž · a7 černý pěšec · b7 černý pěšec · c7 černý pěšec · f7 černý pěšec · g7 černý pěšec · h7 černý pěšec · e5 bílý pěšec · b4 černý střelec · c4 bílý pěšec · e3 černý pěšec · a2 bílý pěšec · b2 bílý pěšec · d2 bílý střelec · f2 bílý pěšec · g2 bílý pěšec · h2 bílý pěšec · a1 bílý věž · b1 bílý jezdec · d1 bílý dáma · e1 bílý král · f1 bílý střelec · g1 bílý jezdec · h1 bílý věž | a8 černý věž · b8 černý jezdec · c8 černý střelec · d8 černý dáma · e8 černý král · g8 černý jezdec · h8 černý věž · a7 černý pěšec · b7 černý pěšec · c7 černý pěšec · f7 černý pěšec · g7 černý pěšec · h7 černý pěšec · e5 bílý pěšec · b4 černý střelec · c4 bílý pěšec · e3 černý pěšec · a2 bílý pěšec · b2 bílý pěšec · d2 bílý střelec · f2 bílý pěšec · g2 bílý pěšec · h2 bílý pěšec · a1 bílý věž · b1 bílý jezdec · d1 bílý dáma · e1 bílý král · f1 bílý střelec · g1 bílý jezdec · h1 bílý věž | a8 černý věž · b8 černý jezdec · c8 černý střelec · d8 černý dáma · e8 černý král · g8 černý jezdec · h8 černý věž · a7 černý pěšec · b7 černý pěšec · c7 černý pěšec · f7 černý pěšec · g7 černý pěšec · h7 černý pěšec · e5 bílý pěšec · b4 černý střelec · c4 bílý pěšec · e3 černý pěšec · a2 bílý pěšec · b2 bílý pěšec · d2 bílý střelec · f2 bílý pěšec · g2 bílý pěšec · h2 bílý pěšec · a1 bílý věž · b1 bílý jezdec · d1 bílý dáma · e1 bílý král · f1 bílý střelec · g1 bílý jezdec · h1 bílý věž | a8 černý věž · b8 černý jezdec · c8 černý střelec · d8 černý dáma · e8 černý král · g8 černý jezdec · h8 černý věž · a7 černý pěšec · b7 černý pěšec · c7 černý pěšec · f7 černý pěšec · g7 černý pěšec · h7 černý pěšec · e5 bílý pěšec · b4 černý střelec · c4 bílý pěšec · e3 černý pěšec · a2 bílý pěšec · b2 bílý pěšec · d2 bílý střelec · f2 bílý pěšec · g2 bílý pěšec · h2 bílý pěšec · a1 bílý věž · b1 bílý jezdec · d1 bílý dáma · e1 bílý král · f1 bílý střelec · g1 bílý jezdec · h1 bílý věž | a8 černý věž · b8 černý jezdec · c8 černý střelec · d8 černý dáma · e8 černý král · g8 černý jezdec · h8 černý věž · a7 černý pěšec · b7 černý pěšec · c7 černý pěšec · f7 černý pěšec · g7 černý pěšec · h7 černý pěšec · e5 bílý pěšec · b4 černý střelec · c4 bílý pěšec · e3 černý pěšec · a2 bílý pěšec · b2 bílý pěšec · d2 bílý střelec · f2 bílý pěšec · g2 bílý pěšec · h2 bílý pěšec · a1 bílý věž · b1 bílý jezdec · d1 bílý dáma · e1 bílý král · f1 bílý střelec · g1 bílý jezdec · h1 bílý věž | 1 |
|   | a | b | c | d | e | f | g | h |   |

Laskerova léčka je léčka, kterou lze použít v úvodu šachové partie při Albinově protigambitu. Své jméno získala po německém šachistovi Emanuelu Laskerovi, ačkoliv poprvé ji zaznamenal italský šachista Serafino Dubois. Léčka je neobvyklá tím, že zahrnuje proměnu pěšce na jezdce, a to dokonce již v sedmém tahu.
Albinův protigambit začíná tahy:
1. d4 d5
2. c4 e5
3. dxe5 d4
Černý pěšec na d4 je velmi silný.
4. e3?
Bezstarostný tah. Obvyklejší a lepší je hrát 4. Jf3.
4. ... Sb4+
5. Sd2 dxe3!
(Viz diagram) Nyní bílý nemá lepší možnost než přijmout zdvojení pěšců jako menší zlo a zahrát 6. fxe3.
6. Sxb4??
Tahle chyba vede přímo do Laskerovy léčky.
|   | a | b | c | d | e | f | g | h |   |
| 8 | a8 černý věž · b8 černý jezdec · c8 černý střelec · d8 černý dáma · e8 černý král · g8 černý jezdec · h8 černý věž · a7 černý pěšec · b7 černý pěšec · c7 černý pěšec · f7 černý pěšec · g7 černý pěšec · h7 černý pěšec · e5 bílý pěšec · b4 bílý střelec · c4 bílý pěšec · a2 bílý pěšec · b2 bílý pěšec · e2 bílý král · g2 bílý pěšec · h2 bílý pěšec · a1 bílý věž · b1 bílý jezdec · d1 bílý dáma · f1 bílý střelec · g1 černý jezdec · h1 bílý věž | a8 černý věž · b8 černý jezdec · c8 černý střelec · d8 černý dáma · e8 černý král · g8 černý jezdec · h8 černý věž · a7 černý pěšec · b7 černý pěšec · c7 černý pěšec · f7 černý pěšec · g7 černý pěšec · h7 černý pěšec · e5 bílý pěšec · b4 bílý střelec · c4 bílý pěšec · a2 bílý pěšec · b2 bílý pěšec · e2 bílý král · g2 bílý pěšec · h2 bílý pěšec · a1 bílý věž · b1 bílý jezdec · d1 bílý dáma · f1 bílý střelec · g1 černý jezdec · h1 bílý věž | a8 černý věž · b8 černý jezdec · c8 černý střelec · d8 černý dáma · e8 černý král · g8 černý jezdec · h8 černý věž · a7 černý pěšec · b7 černý pěšec · c7 černý pěšec · f7 černý pěšec · g7 černý pěšec · h7 černý pěšec · e5 bílý pěšec · b4 bílý střelec · c4 bílý pěšec · a2 bílý pěšec · b2 bílý pěšec · e2 bílý král · g2 bílý pěšec · h2 bílý pěšec · a1 bílý věž · b1 bílý jezdec · d1 bílý dáma · f1 bílý střelec · g1 černý jezdec · h1 bílý věž | a8 černý věž · b8 černý jezdec · c8 černý střelec · d8 černý dáma · e8 černý král · g8 černý jezdec · h8 černý věž · a7 černý pěšec · b7 černý pěšec · c7 černý pěšec · f7 černý pěšec · g7 černý pěšec · h7 černý pěšec · e5 bílý pěšec · b4 bílý střelec · c4 bílý pěšec · a2 bílý pěšec · b2 bílý pěšec · e2 bílý král · g2 bílý pěšec · h2 bílý pěšec · a1 bílý věž · b1 bílý jezdec · d1 bílý dáma · f1 bílý střelec · g1 černý jezdec · h1 bílý věž | a8 černý věž · b8 černý jezdec · c8 černý střelec · d8 černý dáma · e8 černý král · g8 černý jezdec · h8 černý věž · a7 černý pěšec · b7 černý pěšec · c7 černý pěšec · f7 černý pěšec · g7 černý pěšec · h7 černý pěšec · e5 bílý pěšec · b4 bílý střelec · c4 bílý pěšec · a2 bílý pěšec · b2 bílý pěšec · e2 bílý král · g2 bílý pěšec · h2 bílý pěšec · a1 bílý věž · b1 bílý jezdec · d1 bílý dáma · f1 bílý střelec · g1 černý jezdec · h1 bílý věž | a8 černý věž · b8 černý jezdec · c8 černý střelec · d8 černý dáma · e8 černý král · g8 černý jezdec · h8 černý věž · a7 černý pěšec · b7 černý pěšec · c7 černý pěšec · f7 černý pěšec · g7 černý pěšec · h7 černý pěšec · e5 bílý pěšec · b4 bílý střelec · c4 bílý pěšec · a2 bílý pěšec · b2 bílý pěšec · e2 bílý král · g2 bílý pěšec · h2 bílý pěšec · a1 bílý věž · b1 bílý jezdec · d1 bílý dáma · f1 bílý střelec · g1 černý jezdec · h1 bílý věž | a8 černý věž · b8 černý jezdec · c8 černý střelec · d8 černý dáma · e8 černý král · g8 černý jezdec · h8 černý věž · a7 černý pěšec · b7 černý pěšec · c7 černý pěšec · f7 černý pěšec · g7 černý pěšec · h7 černý pěšec · e5 bílý pěšec · b4 bílý střelec · c4 bílý pěšec · a2 bílý pěšec · b2 bílý pěšec · e2 bílý král · g2 bílý pěšec · h2 bílý pěšec · a1 bílý věž · b1 bílý jezdec · d1 bílý dáma · f1 bílý střelec · g1 černý jezdec · h1 bílý věž | a8 černý věž · b8 černý jezdec · c8 černý střelec · d8 černý dáma · e8 černý král · g8 černý jezdec · h8 černý věž · a7 černý pěšec · b7 černý pěšec · c7 černý pěšec · f7 černý pěšec · g7 černý pěšec · h7 černý pěšec · e5 bílý pěšec · b4 bílý střelec · c4 bílý pěšec · a2 bílý pěšec · b2 bílý pěšec · e2 bílý král · g2 bílý pěšec · h2 bílý pěšec · a1 bílý věž · b1 bílý jezdec · d1 bílý dáma · f1 bílý střelec · g1 černý jezdec · h1 bílý věž | 8 |
| 7 | a8 černý věž · b8 černý jezdec · c8 černý střelec · d8 černý dáma · e8 černý král · g8 černý jezdec · h8 černý věž · a7 černý pěšec · b7 černý pěšec · c7 černý pěšec · f7 černý pěšec · g7 černý pěšec · h7 černý pěšec · e5 bílý pěšec · b4 bílý střelec · c4 bílý pěšec · a2 bílý pěšec · b2 bílý pěšec · e2 bílý král · g2 bílý pěšec · h2 bílý pěšec · a1 bílý věž · b1 bílý jezdec · d1 bílý dáma · f1 bílý střelec · g1 černý jezdec · h1 bílý věž | a8 černý věž · b8 černý jezdec · c8 černý střelec · d8 černý dáma · e8 černý král · g8 černý jezdec · h8 černý věž · a7 černý pěšec · b7 černý pěšec · c7 černý pěšec · f7 černý pěšec · g7 černý pěšec · h7 černý pěšec · e5 bílý pěšec · b4 bílý střelec · c4 bílý pěšec · a2 bílý pěšec · b2 bílý pěšec · e2 bílý král · g2 bílý pěšec · h2 bílý pěšec · a1 bílý věž · b1 bílý jezdec · d1 bílý dáma · f1 bílý střelec · g1 černý jezdec · h1 bílý věž | a8 černý věž · b8 černý jezdec · c8 černý střelec · d8 černý dáma · e8 černý král · g8 černý jezdec · h8 černý věž · a7 černý pěšec · b7 černý pěšec · c7 černý pěšec · f7 černý pěšec · g7 černý pěšec · h7 černý pěšec · e5 bílý pěšec · b4 bílý střelec · c4 bílý pěšec · a2 bílý pěšec · b2 bílý pěšec · e2 bílý král · g2 bílý pěšec · h2 bílý pěšec · a1 bílý věž · b1 bílý jezdec · d1 bílý dáma · f1 bílý střelec · g1 černý jezdec · h1 bílý věž | a8 černý věž · b8 černý jezdec · c8 černý střelec · d8 černý dáma · e8 černý král · g8 černý jezdec · h8 černý věž · a7 černý pěšec · b7 černý pěšec · c7 černý pěšec · f7 černý pěšec · g7 černý pěšec · h7 černý pěšec · e5 bílý pěšec · b4 bílý střelec · c4 bílý pěšec · a2 bílý pěšec · b2 bílý pěšec · e2 bílý král · g2 bílý pěšec · h2 bílý pěšec · a1 bílý věž · b1 bílý jezdec · d1 bílý dáma · f1 bílý střelec · g1 černý jezdec · h1 bílý věž | a8 černý věž · b8 černý jezdec · c8 černý střelec · d8 černý dáma · e8 černý král · g8 černý jezdec · h8 černý věž · a7 černý pěšec · b7 černý pěšec · c7 černý pěšec · f7 černý pěšec · g7 černý pěšec · h7 černý pěšec · e5 bílý pěšec · b4 bílý střelec · c4 bílý pěšec · a2 bílý pěšec · b2 bílý pěšec · e2 bílý král · g2 bílý pěšec · h2 bílý pěšec · a1 bílý věž · b1 bílý jezdec · d1 bílý dáma · f1 bílý střelec · g1 černý jezdec · h1 bílý věž | a8 černý věž · b8 černý jezdec · c8 černý střelec · d8 černý dáma · e8 černý král · g8 černý jezdec · h8 černý věž · a7 černý pěšec · b7 černý pěšec · c7 černý pěšec · f7 černý pěšec · g7 černý pěšec · h7 černý pěšec · e5 bílý pěšec · b4 bílý střelec · c4 bílý pěšec · a2 bílý pěšec · b2 bílý pěšec · e2 bílý král · g2 bílý pěšec · h2 bílý pěšec · a1 bílý věž · b1 bílý jezdec · d1 bílý dáma · f1 bílý střelec · g1 černý jezdec · h1 bílý věž | a8 černý věž · b8 černý jezdec · c8 černý střelec · d8 černý dáma · e8 černý král · g8 černý jezdec · h8 černý věž · a7 černý pěšec · b7 černý pěšec · c7 černý pěšec · f7 černý pěšec · g7 černý pěšec · h7 černý pěšec · e5 bílý pěšec · b4 bílý střelec · c4 bílý pěšec · a2 bílý pěšec · b2 bílý pěšec · e2 bílý král · g2 bílý pěšec · h2 bílý pěšec · a1 bílý věž · b1 bílý jezdec · d1 bílý dáma · f1 bílý střelec · g1 černý jezdec · h1 bílý věž | a8 černý věž · b8 černý jezdec · c8 černý střelec · d8 černý dáma · e8 černý král · g8 černý jezdec · h8 černý věž · a7 černý pěšec · b7 černý pěšec · c7 černý pěšec · f7 černý pěšec · g7 černý pěšec · h7 černý pěšec · e5 bílý pěšec · b4 bílý střelec · c4 bílý pěšec · a2 bílý pěšec · b2 bílý pěšec · e2 bílý král · g2 bílý pěšec · h2 bílý pěšec · a1 bílý věž · b1 bílý jezdec · d1 bílý dáma · f1 bílý střelec · g1 černý jezdec · h1 bílý věž | 7 |
| 6 | a8 černý věž · b8 černý jezdec · c8 černý střelec · d8 černý dáma · e8 černý král · g8 černý jezdec · h8 černý věž · a7 černý pěšec · b7 černý pěšec · c7 černý pěšec · f7 černý pěšec · g7 černý pěšec · h7 černý pěšec · e5 bílý pěšec · b4 bílý střelec · c4 bílý pěšec · a2 bílý pěšec · b2 bílý pěšec · e2 bílý král · g2 bílý pěšec · h2 bílý pěšec · a1 bílý věž · b1 bílý jezdec · d1 bílý dáma · f1 bílý střelec · g1 černý jezdec · h1 bílý věž | a8 černý věž · b8 černý jezdec · c8 černý střelec · d8 černý dáma · e8 černý král · g8 černý jezdec · h8 černý věž · a7 černý pěšec · b7 černý pěšec · c7 černý pěšec · f7 černý pěšec · g7 černý pěšec · h7 černý pěšec · e5 bílý pěšec · b4 bílý střelec · c4 bílý pěšec · a2 bílý pěšec · b2 bílý pěšec · e2 bílý král · g2 bílý pěšec · h2 bílý pěšec · a1 bílý věž · b1 bílý jezdec · d1 bílý dáma · f1 bílý střelec · g1 černý jezdec · h1 bílý věž | a8 černý věž · b8 černý jezdec · c8 černý střelec · d8 černý dáma · e8 černý král · g8 černý jezdec · h8 černý věž · a7 černý pěšec · b7 černý pěšec · c7 černý pěšec · f7 černý pěšec · g7 černý pěšec · h7 černý pěšec · e5 bílý pěšec · b4 bílý střelec · c4 bílý pěšec · a2 bílý pěšec · b2 bílý pěšec · e2 bílý král · g2 bílý pěšec · h2 bílý pěšec · a1 bílý věž · b1 bílý jezdec · d1 bílý dáma · f1 bílý střelec · g1 černý jezdec · h1 bílý věž | a8 černý věž · b8 černý jezdec · c8 černý střelec · d8 černý dáma · e8 černý král · g8 černý jezdec · h8 černý věž · a7 černý pěšec · b7 černý pěšec · c7 černý pěšec · f7 černý pěšec · g7 černý pěšec · h7 černý pěšec · e5 bílý pěšec · b4 bílý střelec · c4 bílý pěšec · a2 bílý pěšec · b2 bílý pěšec · e2 bílý král · g2 bílý pěšec · h2 bílý pěšec · a1 bílý věž · b1 bílý jezdec · d1 bílý dáma · f1 bílý střelec · g1 černý jezdec · h1 bílý věž | a8 černý věž · b8 černý jezdec · c8 černý střelec · d8 černý dáma · e8 černý král · g8 černý jezdec · h8 černý věž · a7 černý pěšec · b7 černý pěšec · c7 černý pěšec · f7 černý pěšec · g7 černý pěšec · h7 černý pěšec · e5 bílý pěšec · b4 bílý střelec · c4 bílý pěšec · a2 bílý pěšec · b2 bílý pěšec · e2 bílý král · g2 bílý pěšec · h2 bílý pěšec · a1 bílý věž · b1 bílý jezdec · d1 bílý dáma · f1 bílý střelec · g1 černý jezdec · h1 bílý věž | a8 černý věž · b8 černý jezdec · c8 černý střelec · d8 černý dáma · e8 černý král · g8 černý jezdec · h8 černý věž · a7 černý pěšec · b7 černý pěšec · c7 černý pěšec · f7 černý pěšec · g7 černý pěšec · h7 černý pěšec · e5 bílý pěšec · b4 bílý střelec · c4 bílý pěšec · a2 bílý pěšec · b2 bílý pěšec · e2 bílý král · g2 bílý pěšec · h2 bílý pěšec · a1 bílý věž · b1 bílý jezdec · d1 bílý dáma · f1 bílý střelec · g1 černý jezdec · h1 bílý věž | a8 černý věž · b8 černý jezdec · c8 černý střelec · d8 černý dáma · e8 černý král · g8 černý jezdec · h8 černý věž · a7 černý pěšec · b7 černý pěšec · c7 černý pěšec · f7 černý pěšec · g7 černý pěšec · h7 černý pěšec · e5 bílý pěšec · b4 bílý střelec · c4 bílý pěšec · a2 bílý pěšec · b2 bílý pěšec · e2 bílý král · g2 bílý pěšec · h2 bílý pěšec · a1 bílý věž · b1 bílý jezdec · d1 bílý dáma · f1 bílý střelec · g1 černý jezdec · h1 bílý věž | a8 černý věž · b8 černý jezdec · c8 černý střelec · d8 černý dáma · e8 černý král · g8 černý jezdec · h8 černý věž · a7 černý pěšec · b7 černý pěšec · c7 černý pěšec · f7 černý pěšec · g7 černý pěšec · h7 černý pěšec · e5 bílý pěšec · b4 bílý střelec · c4 bílý pěšec · a2 bílý pěšec · b2 bílý pěšec · e2 bílý král · g2 bílý pěšec · h2 bílý pěšec · a1 bílý věž · b1 bílý jezdec · d1 bílý dáma · f1 bílý střelec · g1 černý jezdec · h1 bílý věž | 6 |
| 5 | a8 černý věž · b8 černý jezdec · c8 černý střelec · d8 černý dáma · e8 černý král · g8 černý jezdec · h8 černý věž · a7 černý pěšec · b7 černý pěšec · c7 černý pěšec · f7 černý pěšec · g7 černý pěšec · h7 černý pěšec · e5 bílý pěšec · b4 bílý střelec · c4 bílý pěšec · a2 bílý pěšec · b2 bílý pěšec · e2 bílý král · g2 bílý pěšec · h2 bílý pěšec · a1 bílý věž · b1 bílý jezdec · d1 bílý dáma · f1 bílý střelec · g1 černý jezdec · h1 bílý věž | a8 černý věž · b8 černý jezdec · c8 černý střelec · d8 černý dáma · e8 černý král · g8 černý jezdec · h8 černý věž · a7 černý pěšec · b7 černý pěšec · c7 černý pěšec · f7 černý pěšec · g7 černý pěšec · h7 černý pěšec · e5 bílý pěšec · b4 bílý střelec · c4 bílý pěšec · a2 bílý pěšec · b2 bílý pěšec · e2 bílý král · g2 bílý pěšec · h2 bílý pěšec · a1 bílý věž · b1 bílý jezdec · d1 bílý dáma · f1 bílý střelec · g1 černý jezdec · h1 bílý věž | a8 černý věž · b8 černý jezdec · c8 černý střelec · d8 černý dáma · e8 černý král · g8 černý jezdec · h8 černý věž · a7 černý pěšec · b7 černý pěšec · c7 černý pěšec · f7 černý pěšec · g7 černý pěšec · h7 černý pěšec · e5 bílý pěšec · b4 bílý střelec · c4 bílý pěšec · a2 bílý pěšec · b2 bílý pěšec · e2 bílý král · g2 bílý pěšec · h2 bílý pěšec · a1 bílý věž · b1 bílý jezdec · d1 bílý dáma · f1 bílý střelec · g1 černý jezdec · h1 bílý věž | a8 černý věž · b8 černý jezdec · c8 černý střelec · d8 černý dáma · e8 černý král · g8 černý jezdec · h8 černý věž · a7 černý pěšec · b7 černý pěšec · c7 černý pěšec · f7 černý pěšec · g7 černý pěšec · h7 černý pěšec · e5 bílý pěšec · b4 bílý střelec · c4 bílý pěšec · a2 bílý pěšec · b2 bílý pěšec · e2 bílý král · g2 bílý pěšec · h2 bílý pěšec · a1 bílý věž · b1 bílý jezdec · d1 bílý dáma · f1 bílý střelec · g1 černý jezdec · h1 bílý věž | a8 černý věž · b8 černý jezdec · c8 černý střelec · d8 černý dáma · e8 černý král · g8 černý jezdec · h8 černý věž · a7 černý pěšec · b7 černý pěšec · c7 černý pěšec · f7 černý pěšec · g7 černý pěšec · h7 černý pěšec · e5 bílý pěšec · b4 bílý střelec · c4 bílý pěšec · a2 bílý pěšec · b2 bílý pěšec · e2 bílý král · g2 bílý pěšec · h2 bílý pěšec · a1 bílý věž · b1 bílý jezdec · d1 bílý dáma · f1 bílý střelec · g1 černý jezdec · h1 bílý věž | a8 černý věž · b8 černý jezdec · c8 černý střelec · d8 černý dáma · e8 černý král · g8 černý jezdec · h8 černý věž · a7 černý pěšec · b7 černý pěšec · c7 černý pěšec · f7 černý pěšec · g7 černý pěšec · h7 černý pěšec · e5 bílý pěšec · b4 bílý střelec · c4 bílý pěšec · a2 bílý pěšec · b2 bílý pěšec · e2 bílý král · g2 bílý pěšec · h2 bílý pěšec · a1 bílý věž · b1 bílý jezdec · d1 bílý dáma · f1 bílý střelec · g1 černý jezdec · h1 bílý věž | a8 černý věž · b8 černý jezdec · c8 černý střelec · d8 černý dáma · e8 černý král · g8 černý jezdec · h8 černý věž · a7 černý pěšec · b7 černý pěšec · c7 černý pěšec · f7 černý pěšec · g7 černý pěšec · h7 černý pěšec · e5 bílý pěšec · b4 bílý střelec · c4 bílý pěšec · a2 bílý pěšec · b2 bílý pěšec · e2 bílý král · g2 bílý pěšec · h2 bílý pěšec · a1 bílý věž · b1 bílý jezdec · d1 bílý dáma · f1 bílý střelec · g1 černý jezdec · h1 bílý věž | a8 černý věž · b8 černý jezdec · c8 černý střelec · d8 černý dáma · e8 černý král · g8 černý jezdec · h8 černý věž · a7 černý pěšec · b7 černý pěšec · c7 černý pěšec · f7 černý pěšec · g7 černý pěšec · h7 černý pěšec · e5 bílý pěšec · b4 bílý střelec · c4 bílý pěšec · a2 bílý pěšec · b2 bílý pěšec · e2 bílý král · g2 bílý pěšec · h2 bílý pěšec · a1 bílý věž · b1 bílý jezdec · d1 bílý dáma · f1 bílý střelec · g1 černý jezdec · h1 bílý věž | 5 |
| 4 | a8 černý věž · b8 černý jezdec · c8 černý střelec · d8 černý dáma · e8 černý král · g8 černý jezdec · h8 černý věž · a7 černý pěšec · b7 černý pěšec · c7 černý pěšec · f7 černý pěšec · g7 černý pěšec · h7 černý pěšec · e5 bílý pěšec · b4 bílý střelec · c4 bílý pěšec · a2 bílý pěšec · b2 bílý pěšec · e2 bílý král · g2 bílý pěšec · h2 bílý pěšec · a1 bílý věž · b1 bílý jezdec · d1 bílý dáma · f1 bílý střelec · g1 černý jezdec · h1 bílý věž | a8 černý věž · b8 černý jezdec · c8 černý střelec · d8 černý dáma · e8 černý král · g8 černý jezdec · h8 černý věž · a7 černý pěšec · b7 černý pěšec · c7 černý pěšec · f7 černý pěšec · g7 černý pěšec · h7 černý pěšec · e5 bílý pěšec · b4 bílý střelec · c4 bílý pěšec · a2 bílý pěšec · b2 bílý pěšec · e2 bílý král · g2 bílý pěšec · h2 bílý pěšec · a1 bílý věž · b1 bílý jezdec · d1 bílý dáma · f1 bílý střelec · g1 černý jezdec · h1 bílý věž | a8 černý věž · b8 černý jezdec · c8 černý střelec · d8 černý dáma · e8 černý král · g8 černý jezdec · h8 černý věž · a7 černý pěšec · b7 černý pěšec · c7 černý pěšec · f7 černý pěšec · g7 černý pěšec · h7 černý pěšec · e5 bílý pěšec · b4 bílý střelec · c4 bílý pěšec · a2 bílý pěšec · b2 bílý pěšec · e2 bílý král · g2 bílý pěšec · h2 bílý pěšec · a1 bílý věž · b1 bílý jezdec · d1 bílý dáma · f1 bílý střelec · g1 černý jezdec · h1 bílý věž | a8 černý věž · b8 černý jezdec · c8 černý střelec · d8 černý dáma · e8 černý král · g8 černý jezdec · h8 černý věž · a7 černý pěšec · b7 černý pěšec · c7 černý pěšec · f7 černý pěšec · g7 černý pěšec · h7 černý pěšec · e5 bílý pěšec · b4 bílý střelec · c4 bílý pěšec · a2 bílý pěšec · b2 bílý pěšec · e2 bílý král · g2 bílý pěšec · h2 bílý pěšec · a1 bílý věž · b1 bílý jezdec · d1 bílý dáma · f1 bílý střelec · g1 černý jezdec · h1 bílý věž | a8 černý věž · b8 černý jezdec · c8 černý střelec · d8 černý dáma · e8 černý král · g8 černý jezdec · h8 černý věž · a7 černý pěšec · b7 černý pěšec · c7 černý pěšec · f7 černý pěšec · g7 černý pěšec · h7 černý pěšec · e5 bílý pěšec · b4 bílý střelec · c4 bílý pěšec · a2 bílý pěšec · b2 bílý pěšec · e2 bílý král · g2 bílý pěšec · h2 bílý pěšec · a1 bílý věž · b1 bílý jezdec · d1 bílý dáma · f1 bílý střelec · g1 černý jezdec · h1 bílý věž | a8 černý věž · b8 černý jezdec · c8 černý střelec · d8 černý dáma · e8 černý král · g8 černý jezdec · h8 černý věž · a7 černý pěšec · b7 černý pěšec · c7 černý pěšec · f7 černý pěšec · g7 černý pěšec · h7 černý pěšec · e5 bílý pěšec · b4 bílý střelec · c4 bílý pěšec · a2 bílý pěšec · b2 bílý pěšec · e2 bílý král · g2 bílý pěšec · h2 bílý pěšec · a1 bílý věž · b1 bílý jezdec · d1 bílý dáma · f1 bílý střelec · g1 černý jezdec · h1 bílý věž | a8 černý věž · b8 černý jezdec · c8 černý střelec · d8 černý dáma · e8 černý král · g8 černý jezdec · h8 černý věž · a7 černý pěšec · b7 černý pěšec · c7 černý pěšec · f7 černý pěšec · g7 černý pěšec · h7 černý pěšec · e5 bílý pěšec · b4 bílý střelec · c4 bílý pěšec · a2 bílý pěšec · b2 bílý pěšec · e2 bílý král · g2 bílý pěšec · h2 bílý pěšec · a1 bílý věž · b1 bílý jezdec · d1 bílý dáma · f1 bílý střelec · g1 černý jezdec · h1 bílý věž | a8 černý věž · b8 černý jezdec · c8 černý střelec · d8 černý dáma · e8 černý král · g8 černý jezdec · h8 černý věž · a7 černý pěšec · b7 černý pěšec · c7 černý pěšec · f7 černý pěšec · g7 černý pěšec · h7 černý pěšec · e5 bílý pěšec · b4 bílý střelec · c4 bílý pěšec · a2 bílý pěšec · b2 bílý pěšec · e2 bílý král · g2 bílý pěšec · h2 bílý pěšec · a1 bílý věž · b1 bílý jezdec · d1 bílý dáma · f1 bílý střelec · g1 černý jezdec · h1 bílý věž | 4 |
| 3 | a8 černý věž · b8 černý jezdec · c8 černý střelec · d8 černý dáma · e8 černý král · g8 černý jezdec · h8 černý věž · a7 černý pěšec · b7 černý pěšec · c7 černý pěšec · f7 černý pěšec · g7 černý pěšec · h7 černý pěšec · e5 bílý pěšec · b4 bílý střelec · c4 bílý pěšec · a2 bílý pěšec · b2 bílý pěšec · e2 bílý král · g2 bílý pěšec · h2 bílý pěšec · a1 bílý věž · b1 bílý jezdec · d1 bílý dáma · f1 bílý střelec · g1 černý jezdec · h1 bílý věž | a8 černý věž · b8 černý jezdec · c8 černý střelec · d8 černý dáma · e8 černý král · g8 černý jezdec · h8 černý věž · a7 černý pěšec · b7 černý pěšec · c7 černý pěšec · f7 černý pěšec · g7 černý pěšec · h7 černý pěšec · e5 bílý pěšec · b4 bílý střelec · c4 bílý pěšec · a2 bílý pěšec · b2 bílý pěšec · e2 bílý král · g2 bílý pěšec · h2 bílý pěšec · a1 bílý věž · b1 bílý jezdec · d1 bílý dáma · f1 bílý střelec · g1 černý jezdec · h1 bílý věž | a8 černý věž · b8 černý jezdec · c8 černý střelec · d8 černý dáma · e8 černý král · g8 černý jezdec · h8 černý věž · a7 černý pěšec · b7 černý pěšec · c7 černý pěšec · f7 černý pěšec · g7 černý pěšec · h7 černý pěšec · e5 bílý pěšec · b4 bílý střelec · c4 bílý pěšec · a2 bílý pěšec · b2 bílý pěšec · e2 bílý král · g2 bílý pěšec · h2 bílý pěšec · a1 bílý věž · b1 bílý jezdec · d1 bílý dáma · f1 bílý střelec · g1 černý jezdec · h1 bílý věž | a8 černý věž · b8 černý jezdec · c8 černý střelec · d8 černý dáma · e8 černý král · g8 černý jezdec · h8 černý věž · a7 černý pěšec · b7 černý pěšec · c7 černý pěšec · f7 černý pěšec · g7 černý pěšec · h7 černý pěšec · e5 bílý pěšec · b4 bílý střelec · c4 bílý pěšec · a2 bílý pěšec · b2 bílý pěšec · e2 bílý král · g2 bílý pěšec · h2 bílý pěšec · a1 bílý věž · b1 bílý jezdec · d1 bílý dáma · f1 bílý střelec · g1 černý jezdec · h1 bílý věž | a8 černý věž · b8 černý jezdec · c8 černý střelec · d8 černý dáma · e8 černý král · g8 černý jezdec · h8 černý věž · a7 černý pěšec · b7 černý pěšec · c7 černý pěšec · f7 černý pěšec · g7 černý pěšec · h7 černý pěšec · e5 bílý pěšec · b4 bílý střelec · c4 bílý pěšec · a2 bílý pěšec · b2 bílý pěšec · e2 bílý král · g2 bílý pěšec · h2 bílý pěšec · a1 bílý věž · b1 bílý jezdec · d1 bílý dáma · f1 bílý střelec · g1 černý jezdec · h1 bílý věž | a8 černý věž · b8 černý jezdec · c8 černý střelec · d8 černý dáma · e8 černý král · g8 černý jezdec · h8 černý věž · a7 černý pěšec · b7 černý pěšec · c7 černý pěšec · f7 černý pěšec · g7 černý pěšec · h7 černý pěšec · e5 bílý pěšec · b4 bílý střelec · c4 bílý pěšec · a2 bílý pěšec · b2 bílý pěšec · e2 bílý král · g2 bílý pěšec · h2 bílý pěšec · a1 bílý věž · b1 bílý jezdec · d1 bílý dáma · f1 bílý střelec · g1 černý jezdec · h1 bílý věž | a8 černý věž · b8 černý jezdec · c8 černý střelec · d8 černý dáma · e8 černý král · g8 černý jezdec · h8 černý věž · a7 černý pěšec · b7 černý pěšec · c7 černý pěšec · f7 černý pěšec · g7 černý pěšec · h7 černý pěšec · e5 bílý pěšec · b4 bílý střelec · c4 bílý pěšec · a2 bílý pěšec · b2 bílý pěšec · e2 bílý král · g2 bílý pěšec · h2 bílý pěšec · a1 bílý věž · b1 bílý jezdec · d1 bílý dáma · f1 bílý střelec · g1 černý jezdec · h1 bílý věž | a8 černý věž · b8 černý jezdec · c8 černý střelec · d8 černý dáma · e8 černý král · g8 černý jezdec · h8 černý věž · a7 černý pěšec · b7 černý pěšec · c7 černý pěšec · f7 černý pěšec · g7 černý pěšec · h7 černý pěšec · e5 bílý pěšec · b4 bílý střelec · c4 bílý pěšec · a2 bílý pěšec · b2 bílý pěšec · e2 bílý král · g2 bílý pěšec · h2 bílý pěšec · a1 bílý věž · b1 bílý jezdec · d1 bílý dáma · f1 bílý střelec · g1 černý jezdec · h1 bílý věž | 3 |
| 2 | a8 černý věž · b8 černý jezdec · c8 černý střelec · d8 černý dáma · e8 černý král · g8 černý jezdec · h8 černý věž · a7 černý pěšec · b7 černý pěšec · c7 černý pěšec · f7 černý pěšec · g7 černý pěšec · h7 černý pěšec · e5 bílý pěšec · b4 bílý střelec · c4 bílý pěšec · a2 bílý pěšec · b2 bílý pěšec · e2 bílý král · g2 bílý pěšec · h2 bílý pěšec · a1 bílý věž · b1 bílý jezdec · d1 bílý dáma · f1 bílý střelec · g1 černý jezdec · h1 bílý věž | a8 černý věž · b8 černý jezdec · c8 černý střelec · d8 černý dáma · e8 černý král · g8 černý jezdec · h8 černý věž · a7 černý pěšec · b7 černý pěšec · c7 černý pěšec · f7 černý pěšec · g7 černý pěšec · h7 černý pěšec · e5 bílý pěšec · b4 bílý střelec · c4 bílý pěšec · a2 bílý pěšec · b2 bílý pěšec · e2 bílý král · g2 bílý pěšec · h2 bílý pěšec · a1 bílý věž · b1 bílý jezdec · d1 bílý dáma · f1 bílý střelec · g1 černý jezdec · h1 bílý věž | a8 černý věž · b8 černý jezdec · c8 černý střelec · d8 černý dáma · e8 černý král · g8 černý jezdec · h8 černý věž · a7 černý pěšec · b7 černý pěšec · c7 černý pěšec · f7 černý pěšec · g7 černý pěšec · h7 černý pěšec · e5 bílý pěšec · b4 bílý střelec · c4 bílý pěšec · a2 bílý pěšec · b2 bílý pěšec · e2 bílý král · g2 bílý pěšec · h2 bílý pěšec · a1 bílý věž · b1 bílý jezdec · d1 bílý dáma · f1 bílý střelec · g1 černý jezdec · h1 bílý věž | a8 černý věž · b8 černý jezdec · c8 černý střelec · d8 černý dáma · e8 černý král · g8 černý jezdec · h8 černý věž · a7 černý pěšec · b7 černý pěšec · c7 černý pěšec · f7 černý pěšec · g7 černý pěšec · h7 černý pěšec · e5 bílý pěšec · b4 bílý střelec · c4 bílý pěšec · a2 bílý pěšec · b2 bílý pěšec · e2 bílý král · g2 bílý pěšec · h2 bílý pěšec · a1 bílý věž · b1 bílý jezdec · d1 bílý dáma · f1 bílý střelec · g1 černý jezdec · h1 bílý věž | a8 černý věž · b8 černý jezdec · c8 černý střelec · d8 černý dáma · e8 černý král · g8 černý jezdec · h8 černý věž · a7 černý pěšec · b7 černý pěšec · c7 černý pěšec · f7 černý pěšec · g7 černý pěšec · h7 černý pěšec · e5 bílý pěšec · b4 bílý střelec · c4 bílý pěšec · a2 bílý pěšec · b2 bílý pěšec · e2 bílý král · g2 bílý pěšec · h2 bílý pěšec · a1 bílý věž · b1 bílý jezdec · d1 bílý dáma · f1 bílý střelec · g1 černý jezdec · h1 bílý věž | a8 černý věž · b8 černý jezdec · c8 černý střelec · d8 černý dáma · e8 černý král · g8 černý jezdec · h8 černý věž · a7 černý pěšec · b7 černý pěšec · c7 černý pěšec · f7 černý pěšec · g7 černý pěšec · h7 černý pěšec · e5 bílý pěšec · b4 bílý střelec · c4 bílý pěšec · a2 bílý pěšec · b2 bílý pěšec · e2 bílý král · g2 bílý pěšec · h2 bílý pěšec · a1 bílý věž · b1 bílý jezdec · d1 bílý dáma · f1 bílý střelec · g1 černý jezdec · h1 bílý věž | a8 černý věž · b8 černý jezdec · c8 černý střelec · d8 černý dáma · e8 černý král · g8 černý jezdec · h8 černý věž · a7 černý pěšec · b7 černý pěšec · c7 černý pěšec · f7 černý pěšec · g7 černý pěšec · h7 černý pěšec · e5 bílý pěšec · b4 bílý střelec · c4 bílý pěšec · a2 bílý pěšec · b2 bílý pěšec · e2 bílý král · g2 bílý pěšec · h2 bílý pěšec · a1 bílý věž · b1 bílý jezdec · d1 bílý dáma · f1 bílý střelec · g1 černý jezdec · h1 bílý věž | a8 černý věž · b8 černý jezdec · c8 černý střelec · d8 černý dáma · e8 černý král · g8 černý jezdec · h8 černý věž · a7 černý pěšec · b7 černý pěšec · c7 černý pěšec · f7 černý pěšec · g7 černý pěšec · h7 černý pěšec · e5 bílý pěšec · b4 bílý střelec · c4 bílý pěšec · a2 bílý pěšec · b2 bílý pěšec · e2 bílý král · g2 bílý pěšec · h2 bílý pěšec · a1 bílý věž · b1 bílý jezdec · d1 bílý dáma · f1 bílý střelec · g1 černý jezdec · h1 bílý věž | 2 |
| 1 | a8 černý věž · b8 černý jezdec · c8 černý střelec · d8 černý dáma · e8 černý král · g8 černý jezdec · h8 černý věž · a7 černý pěšec · b7 černý pěšec · c7 černý pěšec · f7 černý pěšec · g7 černý pěšec · h7 černý pěšec · e5 bílý pěšec · b4 bílý střelec · c4 bílý pěšec · a2 bílý pěšec · b2 bílý pěšec · e2 bílý král · g2 bílý pěšec · h2 bílý pěšec · a1 bílý věž · b1 bílý jezdec · d1 bílý dáma · f1 bílý střelec · g1 černý jezdec · h1 bílý věž | a8 černý věž · b8 černý jezdec · c8 černý střelec · d8 černý dáma · e8 černý král · g8 černý jezdec · h8 černý věž · a7 černý pěšec · b7 černý pěšec · c7 černý pěšec · f7 černý pěšec · g7 černý pěšec · h7 černý pěšec · e5 bílý pěšec · b4 bílý střelec · c4 bílý pěšec · a2 bílý pěšec · b2 bílý pěšec · e2 bílý král · g2 bílý pěšec · h2 bílý pěšec · a1 bílý věž · b1 bílý jezdec · d1 bílý dáma · f1 bílý střelec · g1 černý jezdec · h1 bílý věž | a8 černý věž · b8 černý jezdec · c8 černý střelec · d8 černý dáma · e8 černý král · g8 černý jezdec · h8 černý věž · a7 černý pěšec · b7 černý pěšec · c7 černý pěšec · f7 černý pěšec · g7 černý pěšec · h7 černý pěšec · e5 bílý pěšec · b4 bílý střelec · c4 bílý pěšec · a2 bílý pěšec · b2 bílý pěšec · e2 bílý král · g2 bílý pěšec · h2 bílý pěšec · a1 bílý věž · b1 bílý jezdec · d1 bílý dáma · f1 bílý střelec · g1 černý jezdec · h1 bílý věž | a8 černý věž · b8 černý jezdec · c8 černý střelec · d8 černý dáma · e8 černý král · g8 černý jezdec · h8 černý věž · a7 černý pěšec · b7 černý pěšec · c7 černý pěšec · f7 černý pěšec · g7 černý pěšec · h7 černý pěšec · e5 bílý pěšec · b4 bílý střelec · c4 bílý pěšec · a2 bílý pěšec · b2 bílý pěšec · e2 bílý král · g2 bílý pěšec · h2 bílý pěšec · a1 bílý věž · b1 bílý jezdec · d1 bílý dáma · f1 bílý střelec · g1 černý jezdec · h1 bílý věž | a8 černý věž · b8 černý jezdec · c8 černý střelec · d8 černý dáma · e8 černý král · g8 černý jezdec · h8 černý věž · a7 černý pěšec · b7 černý pěšec · c7 černý pěšec · f7 černý pěšec · g7 černý pěšec · h7 černý pěšec · e5 bílý pěšec · b4 bílý střelec · c4 bílý pěšec · a2 bílý pěšec · b2 bílý pěšec · e2 bílý král · g2 bílý pěšec · h2 bílý pěšec · a1 bílý věž · b1 bílý jezdec · d1 bílý dáma · f1 bílý střelec · g1 černý jezdec · h1 bílý věž | a8 černý věž · b8 černý jezdec · c8 černý střelec · d8 černý dáma · e8 černý král · g8 černý jezdec · h8 černý věž · a7 černý pěšec · b7 černý pěšec · c7 černý pěšec · f7 černý pěšec · g7 černý pěšec · h7 černý pěšec · e5 bílý pěšec · b4 bílý střelec · c4 bílý pěšec · a2 bílý pěšec · b2 bílý pěšec · e2 bílý král · g2 bílý pěšec · h2 bílý pěšec · a1 bílý věž · b1 bílý jezdec · d1 bílý dáma · f1 bílý střelec · g1 černý jezdec · h1 bílý věž | a8 černý věž · b8 černý jezdec · c8 černý střelec · d8 černý dáma · e8 černý král · g8 černý jezdec · h8 černý věž · a7 černý pěšec · b7 černý pěšec · c7 černý pěšec · f7 černý pěšec · g7 černý pěšec · h7 černý pěšec · e5 bílý pěšec · b4 bílý střelec · c4 bílý pěšec · a2 bílý pěšec · b2 bílý pěšec · e2 bílý král · g2 bílý pěšec · h2 bílý pěšec · a1 bílý věž · b1 bílý jezdec · d1 bílý dáma · f1 bílý střelec · g1 černý jezdec · h1 bílý věž | a8 černý věž · b8 černý jezdec · c8 černý střelec · d8 černý dáma · e8 černý král · g8 černý jezdec · h8 černý věž · a7 černý pěšec · b7 černý pěšec · c7 černý pěšec · f7 černý pěšec · g7 černý pěšec · h7 černý pěšec · e5 bílý pěšec · b4 bílý střelec · c4 bílý pěšec · a2 bílý pěšec · b2 bílý pěšec · e2 bílý král · g2 bílý pěšec · h2 bílý pěšec · a1 bílý věž · b1 bílý jezdec · d1 bílý dáma · f1 bílý střelec · g1 černý jezdec · h1 bílý věž | 1 |
|   | a | b | c | d | e | f | g | h |   |

V konzultační partii roku 1899 v Moskvě Blumenfeld, Boyarkow a Falk zkoušeli proti Laskerovi zahrát 6. Da4+?, ale černý po tomto tahu rovněž zvítězil. Partie pokračovala 6. ... Jc6 7. Sxb4 Dh4 8. Je2 Dxf2+ 9. Kd1 Sg4 10. Jbc3 0-0-0+ 11. Sd6 cxd6 12. e6 fxe6 13. Kc1 Jf6 14. b4 d5 15. b5 Je5 16. cxd5 Jxd5 17. Dc2 Jb4 18. Jd1+ Jxc2 19. Jxf2 Vd2 a bílý vzdal.
6. ... exf2+
Tahem 7. Kxf2 by bílý ztratil dámu, takže musí hrát 7. Ke2.
7. Ke2 fxg1J+!!
Léčka spočívá právě v proměně pěšce v jezdce místo v dámu.
Kdyby černý hrál 7. ... fxg1D, následovalo by 8. Dxd8+ Kxd8 9.Vxg1, což by bílému vyhovovalo. Nyní však musí čelit šachu a po 8. Vxg1 by následovalo 8. ... Sg4+ a ztráta dámy, takže raději opět ustoupí králem.
8. Ke1 Dh4+
Pokud by se bílý pokusil zahrát 9. g3, následovala by vidlička 9. ... De4+ a ztráta věže na h1.
9. Kd2 Jc6
Bílý nemá žádnou možnost se z toho dostat. Po 10. Sc3 Sg4 následuje velká rošáda 11. ... 0-0-0+ a je beznadějně ztracen.